# Duarte (Kalifornija)
Duarte je grad u američkoj saveznoj državi Kalifornija. Prema popisu stanovništva iz 2010. u njemu je živjelo 21,321 stanovnika.